# 金山北路

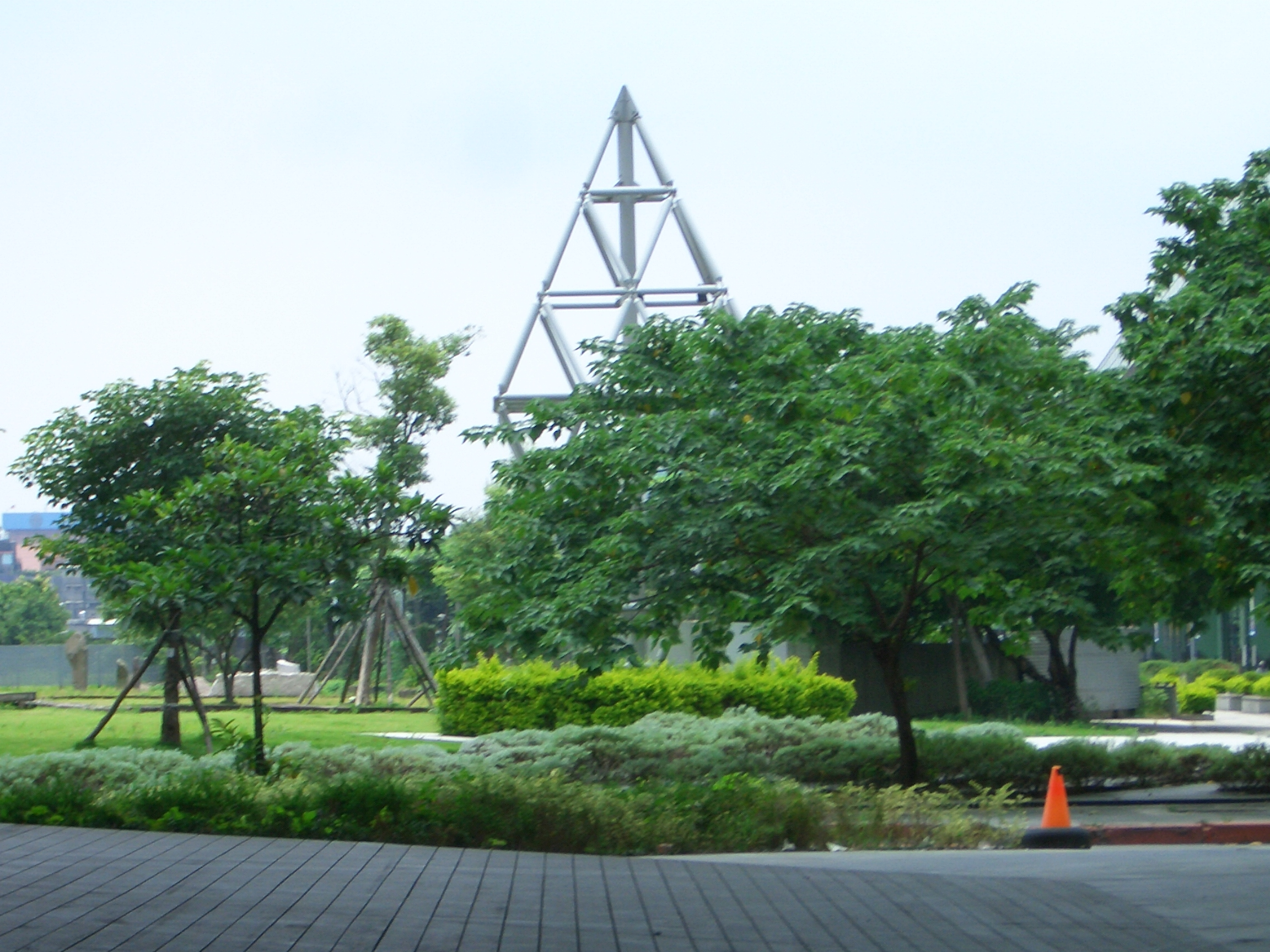
金山北路旁的中央藝文公園

金山北路是臺北市主要南北向道路之一，位於中山區與中正區。屬雙向道路，不分段，北為長安東路二段36巷(無法直通)，南接金山南路，道路上方為新生高架橋。

## 沿線設施
（由北至南）
- 金山e01大樓
- 三創數位生活園區
- 中央藝文公園
- 華山藝文園區
  - 台北市公共自行車租賃系統華山藝文園區站